# Bramwell Booth
Pour les articles homonymes, voir Booth.
William Bramwell Booth CH (8 mars 1856 à Halifax - 16 juin 1929 à Londres) est le deuxième général de l'Armée du salut (1912-1929), après son père William Booth.

## Biographie
Né à Halifax dans le Yorkshire de l'Ouest, il est le fils aîné du fondateur de l'Armée du salut, William Booth et de Catherine Mumford.
Bramwell Booth est impliqué dans l'Armée du salut dès les origines de celle-ci. En tant que chef d'état-major (chief of staff), il participe à la croisade de W. T. Stead contre la prostitution enfantine, qui permit en 1885 de relever l'âge de consentement sexuel. Lors du procès qui condamne Stead à trois mois de prison, il est acquitté.
Il se marie le 12 octobre 1882 avec Florence Eleanor Soper.
De cette union naissent sept enfants :  Catherine (1883-1987) ; Mary B. (1885-1969) ; Florence Miriam (1887-1917) ; Olive Emma (1891-1989) ; Dora (1893-1989) ; Bramwell Bernard (1889-1984) et William Wycliffe (1895-1975).
Il succède à son père à la tête de l'Armée du salut à la mort de celui-ci en 1912. Comme lui, il dirige l'œuvre d'une main de fer.
Malade à partir de 1928, Bramwell Booth se voit destitué contre son gré de la charge de général par un Haut-conseil en janvier 1929. Le commissaire Edward Higgins est élu 3e général.
Bramwell Booth meurt à Hadley Wood dans le district londonien d'Enfield le 16 juin 1929 .
Comme ses parents, il est inhumé au cimetière d'Abney Park à Stoke Newington (district londonien de Hackney).